# Photedes draudti
Photedes draudti är en fjärilsart som beskrevs av Barnes och Benjamin. Photedes draudti ingår i släktet Photedes och familjen nattflyn. Inga underarter finns listade i Catalogue of Life.